# Emma Brentel
Emma Brentel (8 de agosto de 2002) es una deportista de Francia que compite en atletismo. Ganó una medalla de plata en el Campeonato Europeo de Atletismo Sub-20 de 2021, en la prueba de salto con pértiga.